# Lancer du marteau masculin aux Jeux olympiques d'été de 1932
Pour un article plus général, voir Athlétisme aux Jeux olympiques d'été de 1932.
Navigation
Amsterdam 1928 Berlin 1936
L'épreuve du lancer du marteau masculin aux Jeux olympiques de 1932 s'est déroulée le 1er août 1932 au Los Angeles Memorial Coliseum de Los Angeles, aux États-Unis. Elle est remportée par l'Irlandais Pat O'Callaghan.

## Résultats
| Rang               | Athlète           | Pays       | Marque | Notes |
| ------------------ | ----------------- | ---------- | ------ | ----- |
| Médaille d'or      | Pat O'Callaghan   | Irlande    | 53.92  |       |
| Médaille d'argent  | Ville Pörhölä     | Finlande   | 52.27  |       |
| Médaille de bronze | Pete Zaremba      | États-Unis | 50.33  |       |
| 4                  | Ossian Skiöld     | Suède      | 49.25  |       |
| 5                  | Grant McDougall   | États-Unis | 49.12  |       |
| 6                  | Federico Kleger   | Argentine  | 48.33  |       |
| 7                  | Gunnar Jansson    | Suède      | 47.79  |       |
| 8                  | Armando Poggioli  | Italie     | 46.90  |       |
| 9                  | Fernando Vandelli | Italie     | 45.16  |       |
| 10                 | Yuji Nagao        | Japon      | 43.41  |       |
| 11                 | Francisco Dávila  | Mexique    | 41.61  |       |
| 12                 | Masayoshi Ochiai  | Japon      | 41.00  |       |
| 13                 | Carmine Giorgi    | Brésil     | 36.45  |       |
|                    | Frank Conner      | États-Unis |        | NM    |